# Euxoa unamunoi
Euxoa unamunoi är en fjärilsart som beskrevs av Fernandez 1925. Euxoa unamunoi ingår i släktet Euxoa och familjen nattflyn. Inga underarter finns listade i Catalogue of Life.